# 衛生福利部草屯療養院
衛生福利部草屯療養院，又稱草屯療養院或草療，是台灣中部一專門處理精神疾病的醫療院所，隸屬於衛生福利部。其社區心理衛生大樓則是位於草屯鎮市區。為台灣少數專司精神疾病的醫院之一，近年也協助處理大量精神病患者問題。

## 歷史
1970年代之後鑒於台灣社會進入都市化，心理精神疾病者日增漸成社會問題，省議會於1978年提案要求省政府籌設專門之醫療機構。
1980年省政府衛生處正式開始進行「籌設中部精神病療養院實施計畫」，並選定位於草屯鎮嘉老山麓的一處空地，於1981年正式動工興建院區。
1983年工程正式完工，省政府也正式核可「台灣省立草屯療養院」的設立，江英隆先生（原高雄療養院副院長）奉派為首任院長，1984年起開始提供醫療服務。
1999年配合凍結省政府，草屯療養院移撥給行政院衛生署，並更名為「行政院衛生署草屯療養院」。
2013年政府組織改造，衛生署更名為衛生福利部，該院遂再次更名為「衛生福利部草屯療養院」至今。